# Primera guerra entre unitarios y federales en el interior
La primera guerra entre unitarios y federales en el interior se dio desde 1826 a 1827 durante la guerra del Brasil, las provincias del «Interior», es decir, las que no tenían salida al mar ni a los grandes ríos. En tres de ellas, los nombres que se dan generalmente a los partidos beligerantes eran Partido Unitario y Partido Federal. Aunque el centralismo y federalismo ya se habían enfrentado en la guerra entre Artigas y el Directorio, que había sido el inicio de las guerras civiles argentinas. Los comandantes más notables de ambos partidos en el momento de la primera guerra civil en el interior eran Gregorio Aráoz de Lamadrid, de los unitarios, y Facundo Quiroga, de los federales.

## Antecedentes

### Autonomías provinciales
La década de 1810 había visto a la actual República Argentina organizarse bajo distintas formas de gobierno. La última de ellas, y la más extensa, fue el Directorio, que se organizó en 1814. Pero este gobierno, de índole centralista, debió enfrentar las reacciones autonomistas de varias provincias. La más notable fue la de la Liga Federal organizada por José Artigas en las provincias del litoral fluvial, pero hubo también algunas resistencias en las provincias del interior.
En particular, una larga rebelión del llamado primer federalismo cordobés, la sublevación de Juan Francisco Borges en Santiago del Estero y la autonomía lograda para la provincia de Salta por el gobernador Güemes, significaron también una oposición activa al Directorio.
En definitiva, fueron las provincias del Litoral las que terminaron por causar la caída del Directorio. La postura que tomaron los gobiernos de la provincia de Buenos Aires, de aislamiento y de oposición a cualquier forma de organización liderada por las demás provincias, impidió que se formara un gobierno nacional desde entonces. Cada provincia se gobernó a sí misma, sin intervención de ningún gobierno nacional, pero conservando la voluntad de integrarse a una organización – preferentemente federal – en cuanto esto fuera posible.

## El Congreso en Buenos Aires
En 1824, el gobierno de Buenos Aires invitó a las demás provincias a la reunión de un Congreso Nacional. Se había opuesto al de Córdoba, sobre todo porque teniendo allí su sede no podía ser controlada por los porteños, y también porque cada provincia estaba representada por dos diputados. El nuevo Congreso, que empezó a sesionar a mediados de 1824, solucionaba ambas cuestiones con ventaja para Buenos Aires: no solo estaba a mano para que lo controlaran política y financieramente, sino que cada provincia era representada proporcionalmente a su población. La provincia de Buenos Aires, como más poblada, tenía más representantes.
El Congreso sancionó una Ley Fundamental, que pretendía reglar la situación legal de las provincias, y proclamaba que estas, por ahora, conservarían su autonomía y su régimen legal.
El cometido central del Congreso era la sanción de una Constitución, pero un hecho inesperado alteró este objetivo: el desembarco de los Treinta y Tres Orientales en la Banda Oriental. Contra todas las posibilidades, estos lograron controlar casi toda la provincia y reunir un congreso que declaró que la Banda Oriental se reincorporaba a la Argentina. El Congreso y el gobernador Las Heras ordenaron armar un ejército de observación en Entre Ríos, al mando del general Martín Rodríguez, previniendo la reacción brasileña, y mandó formar otros en el interior. El emperador declaró la guerra a la Argentina en diciembre de 1825.
Tras largas discusiones por otros temas, no relacionados directamente con la Constitución, sorpresivamente el Congreso se vio apremiado para fijar una autoridad ejecutiva nacional que dictara la política exterior y militar necesaria, dada la situación de guerra. Sin casi discusión, se aprobó una ley por la que se creaba el cargo de presidente de la República Argentina.
Por supuesto, el Congreso no tenía autoridad para elegir un presidente, y mucho menos antes de dictar una Constitución que estableciera sus atribuciones. Pero eso no pareció importar a los diputados, que habían encontrado esa única solución al problema internacional en que los habían metido los Treinta y Tres.
El influyente exministro Bernardino Rivadavia, líder del partido unitario, fue elegido presidente. Entre sus principales preocupaciones estaba, lógicamente, la de organizar un ejército para la guerra del Brasil. Pero se dedicó también a gobernar los asuntos que, hasta entonces, habían sido privativos de cada provincia.
Para complicar las cosas, propuso y logró transformar en Capital de la República a la ciudad de Buenos Aires, quitándosela a la provincia de ese nombre, que por añadidura quedaba dividida en dos. Esta medida le ganó el odio de muchos porteños, en especial los estancieros, que perdían así el dominio de la Aduana del puerto de Buenos Aires y la influencia en la capital. Además disolvió el gobierno de la provincia de Buenos Aires y declaró caducado el mandato de Las Heras.
Otras de sus medidas, orientadas a completar la reforma religiosa que había emprendido durante el mandato de Rodríguez, estaban orientadas a ganarse el favor de Reino Unido y a promover la inmigración de ese origen. En términos generales, estas medidas fueron interpretadas como "herejías" de un reformador casi protestante, especialmente en el interior del país.

## Revoluciones en Cuyo
El gobernador de la provincia de San Juan, Salvador María del Carril, era un seguidor de las ideas europeizantes de Rivadavia. Realizó una reforma más de nombres que de fondo, y modernizó más la terminología oficial que la realidad de los habitantes de la provincia. Su acto más conocido de gobierno, la Carta de Mayo, de julio de 1825, era un documento que enunciaba derechos humanos y civiles, pero demasiado liberal para ser aceptada por los sanjuaninos de la época. También anunciaba la tolerancia religiosa y suprimía los conventos, algo que hizo exasperar a la sociedad provincial.
A fines de julio, estalló en la provincia una revolución de los grupos conservadores, en que los más decididos publicistas fueron religiosos y clérigos. Estos obligaron a Del Carril a huir a Mendoza y eligieron gobernador a Plácido Fernández Maradona.
En principio, los revolucionarios sanjuaninos habían creído contar con el apoyo del gobernador mendocino Bruno García, de tendencia federal. Pero los liberales de esa provincia habían aprovechado la presencia del coronel Juan Lavalle, casado con una mendocina, para ponerlo a la cabeza de una revolución. Cuando Del Carril llegó a Mendoza, Lavalle acababa de derrocar a García y había hecho elegir gobernador a su pariente político, Juan de Dios Correas, decididamente unitario.
Correas envió un pequeño ejército a San Juan, a reponer a Del Carril, comandado por el coronel José Félix Aldao – que sería en el futuro uno de los más destacados caudillos federales, pero por el momento obedecía al gobernador unitario – que derrotó fácilmente a los "clérigos" sanjuaninos en la batalla de Las Leñas, del 9 de septiembre de 1825.
Apenas reasumido el mando, Del Carril renunció y se trasladó a Buenos Aires, donde fue ministro de Rivadavia. Pero, por un tiempo, las provincias de Mendoza y San Juan continuaron en manos unitarias; las siguientes elecciones demostrarían que el partido opositor, que lentamente se iría identificando con el partido federal, no estaba derrotado.

## Catamarca y Tucumán
En la provincia de Catamarca, el gobernador Eusebio Gregorio Ruzo mantuvo la paz interna y con las provincias vecinas. Pero hacia el final apareció un elemento de turbulencia: el comandante de Ancasti, Manuel Antonio Gutiérrez, que había sido partidario de Aráoz, ambicionaba el gobierno, apoyado por los antiguos partidarios de Avellaneda y Tula. Como necesitaba apoyos fuera de la capital, decidió desarmar militarmente al comandante de Tinogasta, Marcos Antonio Figueroa; el oficial que debía sublevar a sus tropas fracasó y huyó hacia La Rioja. Figueroa encontró en su poder las cartas en que Gutiérrez le ordenaba desarmarlo, y las envió a la Legislatura provincial. Por consejo del diputado catamarqueño al Congreso Nacional, Miguel Díaz de la Peña, este prefirió hacer las paces entre los dos comandantes.
Figueroa, con menos ambiciones personales que Gutiérrez, prefirió que la legislatura, controlada por los federales, eligiera gobernador a Gutiérrez, que asumió el gobierno en julio de 1825. Como garante del acuerdo entre ambos jefes, medió el comandante de armas de La Rioja, Facundo Quiroga
Gutiérrez era, en realidad, un dependiente político de Díaz de la Peña. Este, partidario decidido de Rivadavia y de su partido unitario, decidió eliminar la influencia de los federales de la política local, por lo que hizo celebrar nuevas elecciones, en que fueron elegidos solamente diputados unitarios. Además hizo arrestar a Figueroa.
En ese momento apareció en la provincia el coronel Gregorio Aráoz de Lamadrid, enviado por Rivadavia a reunir el contingente militar que debía participar en la guerra del Brasil. Gutiérrez lo convenció de que fuera a Tucumán a derrocar a Javier López, que había hecho fusilar a su tío, Bernabé Aráoz. 
De modo que Lamadrid se presentó con fuerzas militares ante la legislatura, y presionó para hacerse elegir gobernador en lugar de López. Este, que estaba en el sur de la provincia, regresó con las fuerzas de que disponía, pero fue derrotado por Lamadrid – al frente de las tropas que había reunido para luchar contra el Brasil – en la batalla de Rincón de Marlopa, en las afueras de la capital. López huyó a Salta.
En Catamarca, Figueroa había logrado escapar y huido hacia La Rioja, donde el comandante de armas, Facundo Quiroga, le dio armas y medios para regresar al poder, como venganza por el acuerdo traicionado por Gutiérrez. En efecto, derrocó a Gutiérrez; este llamó en su ayuda a Lamadrid, que regresó a Catamarca y derrotó a Figueroa en agosto de 1826. El coronel José Manuel Figueroa fue fusilado.

## Facundo Quiroga entra en acción

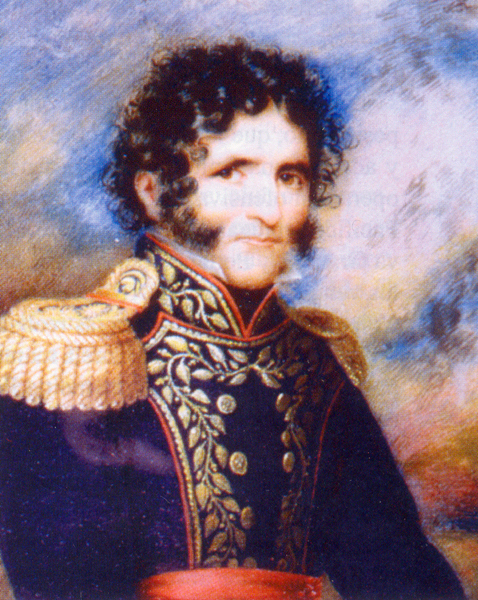
Facundo Quiroga.

Por otro lado, Quiroga era el principal accionista de una empresa que pretendía explotar las minas del cerro de Famatina, principal riqueza minera de la provincia. Pero el presidente Rivadavia era el gestor de una empresa rival, a la cual adjudicó – en su carácter de presidente de la Nación – los derechos exclusivos sobre los mismos yacimientos. De modo que Quiroga, que por otra parte estaba ya alarmado contra Rivadavia por sus reformas religiosas, quedó enfrentado contra el presidente.
Por esa época se sancionó la constitución unitaria, que daba al presidente la autoridad para dirigir la política sin consultar los intereses locales. Quiroga la rechazó airado. Desde noviembre del año anterior las fuerzas políticas empezaban a prepararse para un conflicto que parecía inevitable. Ibarra y Bustos cesaban su ayuda al Ejército Republicano que luchaba contra los imperiales, mientras que Quiroga ya movilizaba a sus llaneros para expulsar a Lamadrid de Tucumán. El riojano era partidario de las ideas políticas unitarias pero rechazaba el liberalismo religioso del gobierno nacional. En respuesta al rechazo, Rivadavia desvió los fondos destinados a un utópico proyecto de canales de navegación de su autoría, a manos de Lamadrid, a quien encargó eliminar la resistencia de los jefes federales del norte; esto es, a Quiroga, Bustos e Ibarra. Así Rivadavia formaba el Ejército Presidencial al mando de Arenales con apoyo de Lamadrid y Gutiérrez. Más de 1500 sables y 2000 fusiles en lugar de ir a la Banda Oriental partieron al Interior. Se preparó también la movilización de 2000 mendocinos y sanjuaninos para enfrentar a los cordobeses y riojanos.
Tras pedir ayuda a Bustos e Ibarra, Quiroga se lanzó al ataque con 1200 riojanos; el jefe de su vanguardia, Pantaleón Argañaraz, derrotó a Gutiérrez en la batalla de Coneta, el 9 de octubre de 1826. Figueroa asumió el gobierno provincial mientras Lamadrid avanzaba rápidamente hacia el sur pero Quiroga se movió más rápido, y alcanzó a Lamadrid poco antes de que saliera de Tucumán, cuando dirigía un convoy con armas para Catamarca. A pesar de que el unitario tenía superioridad numérica (unos 2000 hombres) lo derrotó en la batalla de El Tala, del 27 de octubre. El propio Lamadrid, seriamente herido, fue dado por muerto, y Quiroga ocupó la capital de la provincia, abandonándola a los pocos días.
Todos estos enfrentamientos dieron como resultado que ni la provincia de Tucumán, ni las de La Rioja ni Catamarca enviasen casi contingentes a la guerra del Brasil. En esos momentos, mientras Rivadavia hacia llamados a la unidad de las provincias, Arenales, Gutiérrez y Lamadrid se preparaban para someter las provincias de los caudillos federales.

### Entre dos campañas
Al saber del resultado de la batalla del Tala, Rivadavia ordenó al gobernador de Salta (Arenales) y al de San Juan (Sánchez) avanzar contra Quiroga. El primero estaba cerca de Tucumán, y Facundo simplemente se retiró de allí a Catamarca con 800 jinetes. Pero el segundo estaba más cerca de los Llanos que ningún otro vecino, y había comenzado a reunir tropas del ejército para la guerra del Brasil; y, con el apoyo de los coroneles Estomba y Barcala, reunió también las fuerzas nacionales de la provincia de Mendoza.
Quiroga avanzó hacia San Juan en busca de los ejércitos unitarios, aprovechando la lenta reacción de Arenales; pero antes de que llegara a combatir contra estos, el caudillo mendocino Aldao derrotó a Estomba en Jocolí. Y enseguida Barcala fue enviado por el gobernador mendocino a Buenos Aires. Fue así como fue posible que las levas de Barcala y Estomba hechas en Mendoza y San Luis simplemente se disgregaran. La legislatura sanjuanina decidió no romper con Facundo y nombró gobernador al coronel Manuel Gregorio Quiroga del Carril, pariente del caudillo. Quiroga permaneció un tiempo en San Juan, durante el cual recibió la comunicación oficial de la constitución unitaria, que rechazó de plano. Poco después de lograr la firma del Tratado de Guanacache entre las tres provincias cuyanas, regresó a La Rioja.
Mientras tanto, en Tucumán, Lamadrid había salvado la vida, con su cuerpo lleno de heridas, y en unos meses se recuperó. Recuperó también el gobierno provincial gracias a la intervención armada de Francisco Bedoya, enviado ahí por Arenales con una columna de 2.500 hombres con la intención inicial de perseguir a Quiroga que retrocedía a Catamarca. Pero el repuesto gobernador decidió vengarse de Quiroga: envió al coronel Bedoya a invadir Santiago del Estero con 1.200 a 1.500 hombres. Pero el gobernador Ibarra lo venció sin enfrentarlo: lo dejó ocupar la capital y lo sitió, incendiando los campos aledaños, desviando el curso del río Dulce – única fuente de agua de la ciudad – y evacuando una amplia zona, con todos sus habitantes y haciendas. Bedoya tuvo que retirarse tras poco más de una semana y volvió a Salta.
Por su parte, en Catamarca, Gutiérrez volvió a ocupar el gobierno, y en Salta, el gobernador Arenales, hombre fuerte del unitarismo en el norte, fue acusado por sus opositores de pretender perpetuarse en el poder. De modo que el coronel Francisco Gorriti dirigió una revolución en su contra, en febrero de 1827, a la que se sumaron su hermano, el general José Ignacio Gorriti y Manuel Puch. También estaba el coronel Domingo López Matute, jefe de una partida de unos 200 mercenarios "colombianos". Estos conformaban un regimiento de llaneros venezolanos, veteranos de muchas las campañas, desde Carabobo a Ayacucho, que habían quedado como parte de la guarnición de Sucre en Bolivia pero habían desertado y pedido asilo en Salta a Arenales. Eran famosos por ser propensos al saqueo, las violaciones y las matanzas. Bedoya fue llamado por Arenales para ayudarlo contra los sublevados mientras que rápidamente los mercenarios apoyaron a Gorriti. Tras una serie de enfrentamientos menores, sitiaron al coronel Bedoya en la villa de Chicoana, donde este se atrincheró con sus hombres. Tras una resistencia tenaz de varios días, todos los defensores fueron muertos, incluido el propio Bedoya. El 8 de febrero, Arenales huyó hacia Bolivia, firmando su renuncia en el camino. Gorriti asumió el gobierno provincial.

### Segunda campaña de Quiroga a Tucumán
Tras incorporar las fuerzas de López Matute a las suyas, Lamadrid invadió con una columna de 3.000 hombres al mando de José Ignacio Helguero la provincia de Santiago del Estero. El tucumano ahora contaba con onzas de oro enviadas desde Buenos Aires para pagarle a los mercenarios, siempre dispuestos a guerrear por el mejor postor. Ibarra intentó el mismo tipo de defensa pasiva que ya le había dado buenos resultados. Pero los colombianos sorprendieron su campamento y lo derrotaron, obligándolo a huir hacia Córdoba, desde donde llamó a Quiroga en su auxilio. 
El caudillo riojano se preparó con cuidado y volvió a avanzar hacia Tucumán pasando por Santiago del Estero. donde se le sumaron Ibarra y 600 santiagueños. Tras un pequeño encuentro en el combate de Palma Redonda, Lamadrid retrocedió hacia su provincia con 2.000 combatientes. Sus partidarios aún controlaban La Rioja, Mendoza y San Juan. Tras avistar a Quiroga con 200 jinetes riojanos en la noche del 5 de julio en Santa Bárbara. Lamadrid salió a su encuentro. Tenía menos de 1.200 hombres entre 300 infantes, 80 artilleros y más de 400 milicianos, voluntarios mendocinos y pasados del enemigo. Finalmente, los dos ejércitos se encontraron en la batalla de Rincón de Valladares, cerca de la capital de la provincia, el 6 de julio de 1827. Fue una batalla mucho más sangrienta que la del Tala, en la que Quiroga tuvo la iniciativa y la superioridad desde el principio. La mayoría de los mercenarios de Matute cayeron en el combate. En total, más de dos centenares de unitarios perdieron la vida.
Lamadrid huyó a Salta, mientras Quiroga ocupaba Tucumán. Exigió a la legislatura una reparación de guerra de 24.000 pesos. Algunos legisladores, mal aconsejados, intentaron rechazar la exigencia, pero una carta amenazadora de Quiroga terminó por convencerlos. Solamente a principios del año siguiente abandonó la provincia Quiroga, dejando en el gobierno al federal Nicolás Laguna.

## Consecuencias
A fines de 1827, todas las provincias estaban en manos de miembros del partido federal –después de la renuncia de Rivadavia, gobernaba la provincia de Buenos Aires Manuel Dorrego– excepto la provincia de Salta. Esta última, en septiembre, vivió el alzamiento del federal Pablo Latorre. Así, Gorriti, Puch y el refugiado Lamadrid siguieron el camino del Despoblado rumbo al exilio boliviano.
La guerra del Brasil había sido la excusa para la formación de la Presidencia. El éxito de la campaña terrestre contrastaba con el fracaso en levantar el bloqueo sobre los puertos argentinos por parte de la flota brasileña. Eso llevó a un desafortunado tratado de paz firmado por Manuel José García, el enviado del presidente Rivadavia, que al ser conocido le costó la general oposición de la población de Buenos Aires y, presumiblemente, también del resto del país.
El partido unitario había perdido el control de casi todas las provincias, con la excepción de Buenos Aires y Salta. La oposición, dirigida por Manuel Dorrego, había avanzado mucho en Buenos Aires. Y el desastroso tratado de paz firmado por García era ya demasiado para Rivadavia, quien renunció a la presidencia.
El Congreso llamó a elecciones para la provincia de Buenos Aires, en que ganaron los federales: Dorrego fue elegido gobernador, y poco después se disolvía el Congreso.
El triunfo del partido federal era prácticamente total. Dorrego se entendió con los dirigentes federales del interior, que le delegaron las dos atribuciones que quedaban de un gobierno nacional: la responsabilidad por lo que quedaba del ejército en campaña en la Banda Oriental, y las relaciones exteriores de todas ellas, incluida la capacidad de decidir sobre las relaciones de paz y de guerra. Era un rudimento de gobierno nacional, limitado a las funciones mínimas de un gobierno en lo que respecta a las relaciones exteriores. Las provincias conservaron su autonomía casi absoluta.